# Kenia en los Juegos Olímpicos de la Juventud 2018
Kenia compitió en los Juegos Olímpicos de la Juventud 2018 en Buenos Aires, Argentina desde el 6 de octubre al 18 de octubre de 2018.

## Medallas
|       | Medalla de oro | Medalla de plata | Medalla de bronce | Total |
| ----- | -------------- | ---------------- | ----------------- | ----- |
| TOTAL | 3              | 1                | 0                 | 4     |

## Medallistas
El equipo olímpico de Kenia obtuvo las siguientes medallas:
| Nombre                  | Deporte   | Competición             |
| ----------------------- | --------- | ----------------------- |
| Oro                     |           |                         |
| Edinah Jebitok          | Atletismo | 1.500 Metros F          |
| Fancy Cherono           | Atletismo | 2.000m con Obstáculos F |
| Jackson Kavesa Muema    | Atletismo | 3.000 Metros M          |
| Plata                   |           |                         |
| Mercy Chepkorir Kerarei | Atletismo | 3.000 Metros F          |
| Bronce                  |           |                         |

- Datos: Q58335962
- Multimedia: Kenya at the 2018 Summer Youth Olympics / Q58335962